# Ernest Miller
Ernest Miller (Pasadena, 7 marzo 1885 – Los Angeles, 23 aprile 1957) è stato un direttore della fotografia statunitense.
Attivo dai primi anni '20 alla metà degli anni '50, ha preso parte a circa 350 lavori tra film e produzioni televisive, molti dei quali di genere western. Ha ricevuto la candidatura ai premi Oscar 1939 nella categoria "migliore fotografia" per Army Girl.

## Filmografia parziale

### Cinema
- Made in Heaven, regia di Victor Schertzinger (1921)
- Beating the Game, regia di Victor Schertzinger (1921)
- Refuge, regia di Victor Schertzinger (1923)
- Sunshine of Paradise Alley, regia di Jack Nelson (1926)
- Il veliero del diavolo (The Devil's Skipper), regia di John G. Adolfi (1928)
- Ex-Flame, regia di Victor Halperin (1930)
- A Private Scandal, regia di Charles Hutchison (1931)
- Uragano express (The Hurricane Express), regia di J.P. McGowan e Armand Schaefer (1932)
- Eroi senza patria (The Three Musketeers), regia di Colbert Clark, Armand Schaefer (1933)
- Rivalità senza rivali (Ladies Crave Excitement), regia di Nick Grinde (1935)
- A Man Betrayed, regia di John H. Auer (1936)
- The Trigger Trio, regia di William Witney (1937)
- The Purple Vigilantes, regia di George Sherman (1938)
- Jeepers Creepers, regia di Frank McDonald (1939)
- The Kansas Terrors, regia di George Sherman (1939)
- Cowboys from Texas, regia di George Sherman (1939)
- Texas Kid (Three Texas Steers), regia di George Sherman (1939)
- Scatterbrain, regia di Gus Meins (1940)
- Rookies on Parade, regia di Joseph Santley (1941)
- Arkansas Judge, regia di Frank McDonald (1941)
- Riders of the Rio Grande, regia di Howard Bretherton e Albert DeMond (1943)
- Ho ucciso Jess il bandito (I Shot Jesse James), regia di Samuel Fuller (1949)
- La figlia di Zorro (The Bandit Queen), regia di William Berke (1950)
- Le pistole di Zorro (King of the Bullwhip), regia di Ron Ormond (1950)
- Gunfire, regia di William Berke (1950)
- Western Pacific Agent, regia di Sam Newfield (1950)
- I violenti dell'Oregon (The Longhorn), regia di Lewis D. Collins (1951)
- Lo sceriffo dalla frusta d'acciaio (The Vanishing Outpost), regia di Ron Ormond (1951)
- La trappola degli indiani (Little Big Horn), regia di Charles Marquis Warren (1951)
- Corea in fiamme (The Steel Helmet), regia di Samuel Fuller (1951)
- Night Raiders, regia di Howard Bretherton (1952)
- Uragano su Yalù (Battle Zone), regia di Lesley Selander (1952)
- Fargo - La valle dei desperados (Fargo), regia di Lewis D. Collins (1952)
- 5.000 dollari per El Gringo (Waco), regia di Lewis D. Collins (1952)
- I fuorilegge del Kansas (Kansas Territory), regia di Lewis D. Collins (1952)
- Carabina Mike tuona sul Texas (The Marksman), regia di Lewis D. Collins (1953)
- Il sentiero dei sioux (The Homesteaders), regia di Lewis D. Collins (1953)

### Televisione
- Hopalong Cassidy – serie TV, 26 episodi (1953-1954)
- Rocky Jones, Space Ranger – serie TV, 6 episodi (1954)
- Gunsmoke – serie TV, 11 episodi (1955-1956)